# Tesserla
Tesserla, o anche Tesserela, è un comune rurale del Mali facente parte del circondario di Barouéli, nella regione di Ségou.